# Serabend
Il serabend (o saraband) è una categoria di tappeti persiani prodotti in una regione a ovest di Malayer, il cui centro principale è Mal-e-Mir, e a sud di Arak (Iran). 
 Il prodotto prende nome dalla regione montuosa del Serabend, nell’Iran occidentale, come analogamente il Malayer dalla città stessa.

La trama e l'ordito sono in cotone grosso; l'annodatura, del tipo turco (Ghiordes), varia da 1000 a 3000 nodi per dm2. 
La superficie è rasata e la bordatura è spesso molto ampia, con più cornici, fino a sette. 
Raramente presenta medaglione centrale romboidale, ma tradizionale motivo decorativo dei serabend è il boteh miri (frasca di Mir), motivo vegetale composto in vari disegni ripetuti di colori tenui che contrastano con lo sfondo per lo più rosso chiaro e le bordature dai colori vivaci. 

Tra i vari formati, il più frequente è quello lungo.